# Луїза Нідерландська
Луїза Нідерландська (нід. Louise der Nederlanden), також Луїза Оранська та Луїза Оранж-Нассау (нід. Louise van Oranje-Nassau), повне ім'я Вільгельміна Фредеріка Александріна Анна Луїза (нід. Wilhelmina Frederika Alexandrina Anna Louise), у Швеції та Норвегії відома як королева Луїза (швед. Drottning Lovisa, норв. Dronning Louise), ( 5 серпня 1828 —  30 березня 1871) — нідерландська принцеса з Оранської династії, донька нідерландського принца Фредеріка та прусської принцеси Луїзи, дружина короля Швеції та Норвегії Карла XV.

## Біографія

### Дитинство та юність

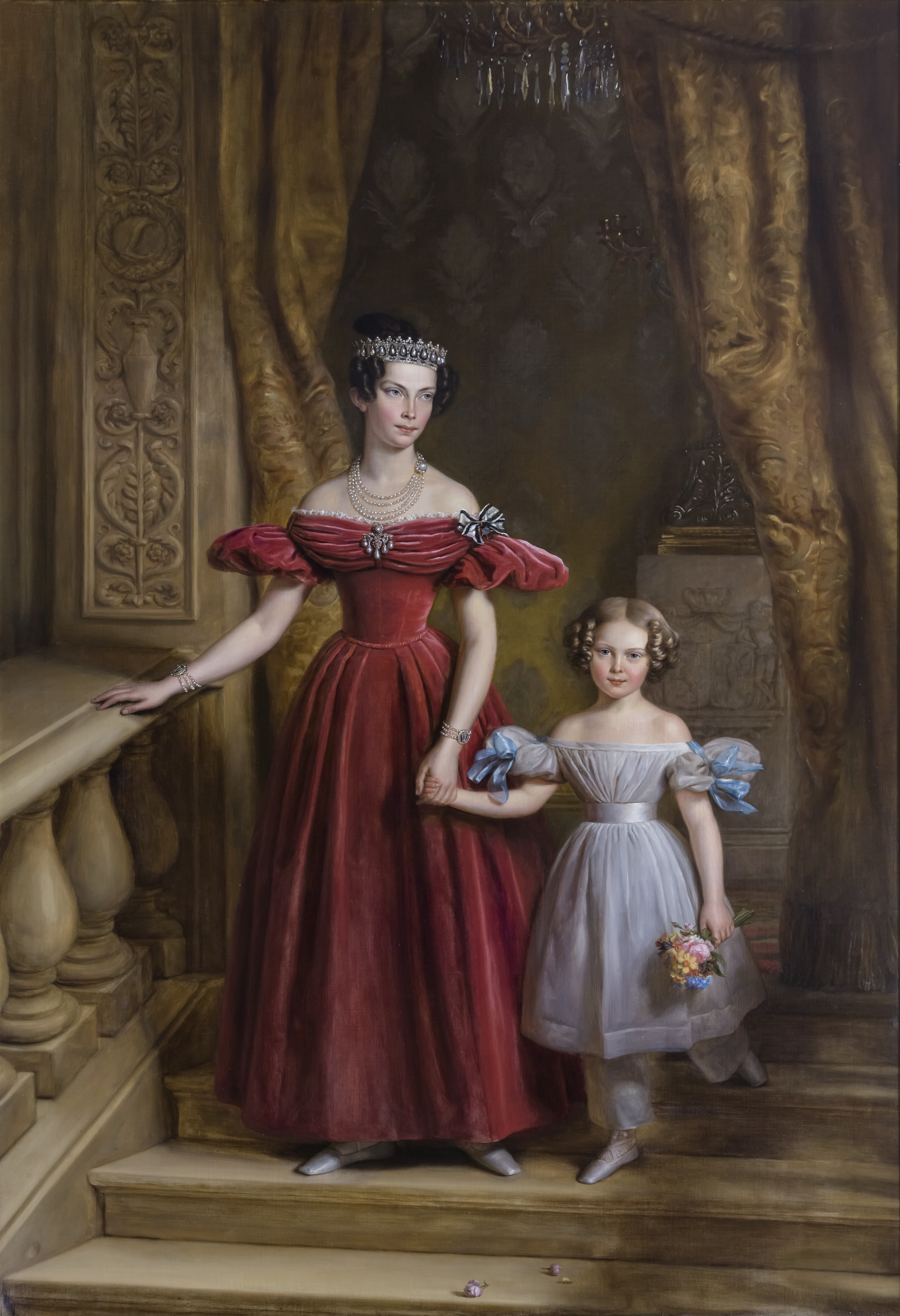
Луїза разом із матір'ю на портреті пензля Я. Б. ван дер Хальста, 1836

Луїза народилась в останні роки існування Об'єднаного королівства Нідерландів, за часів правління свого діда Віллема I. Її поява на світ відбулася в палаці на Корте Форхаут в Гаазі 5 серпня 1828 року. Вона стала первістком в родині нідерландського принца Фредеріка та його дружини Луїзи Прусської, з'явившись на світ за три роки після їхнього весілля. В сім'ї згодом народилося двоє молодших синів, які померли в дитячому віці, та донька Марія.
Батько був великим магістром масонської ложі, його тричі висували кандидатом на грецький престол, проте він відмовився через незнання мови та звичаїв.
У 1830 році в країні відбулася революція, що призвела до відділення Бельгії, яка наступного року обрала своїм королем німецького принца Леопольда. Кілька днів тривала Бельгійсько-нідерландська війна, яка закінчилася французькою інтервенцією. Рішення Лондонської конференції порадило королю Віллему скласти зброю, що і було зроблене. Втім, він визнав нову державу лише у 1839 році і невдовзі зрікся престолу, виїхавши до Німеччини. У 1840 році Нідерланди очолив Віллем II, який доводився Луїзі дядьком.
Принцеса зростала у палаці в Гаазі та Будинку Павича у Вассенаарі, який з літньої резиденції сімейства з часом став постійною. У 1846 році батько придбав замок із ландшафтним парком в англійському стилі у Бад-Мускау, який використовувався як гостьовий дім. Освітою Луїзи займалася бельгійська гувернантка Віктуар Вотьєр. В родині розмовляли німецькою мовою. Принцеса також вивчала французьку, англійську та російську мови, гру на піаніно, математику та історію. Її змальовували як розумну та талановиту дівчину. Матір сподівалася, що вона зробить добру шлюбну партію, що стане реалізацією її власних амбіцій. Після конфірмації Луїзи у 1845 році, вона була представлена на ринку політичних шлюбів.
У 1849 році дівчина була обрана як підходяща наречена для спадкоємця шведського та норвезького престолу Карла Бернадота, сина короля Оскара I. Шведській стороні союз вважався доречним через її належність до старої династії, протестантське віросповідання та добрий посаг. До того ж прусський двір Карлу вже відмовив. Секретар кабінету міністрів Людвіг Мандерстрьом почав переговори щодо шлюбу, описавши кронпринцу її «чудову освіту та хороший характер». Одне одному молоді люди були представлені у серпні 1849 року в Гаазі. Луїза, яка не була вродливою, сильно закохалася у красеня-нареченого. Оскар I переконав сина взяти з нею шлюб. У лютому 1850 року відбулися заручини.
Оскільки голландські держави схвалили союз, Луїза зберегла своє право наслідування голландського престолу. До весілля принцеса вивчала шведську мову та звичаї.

### Кронпринцеса

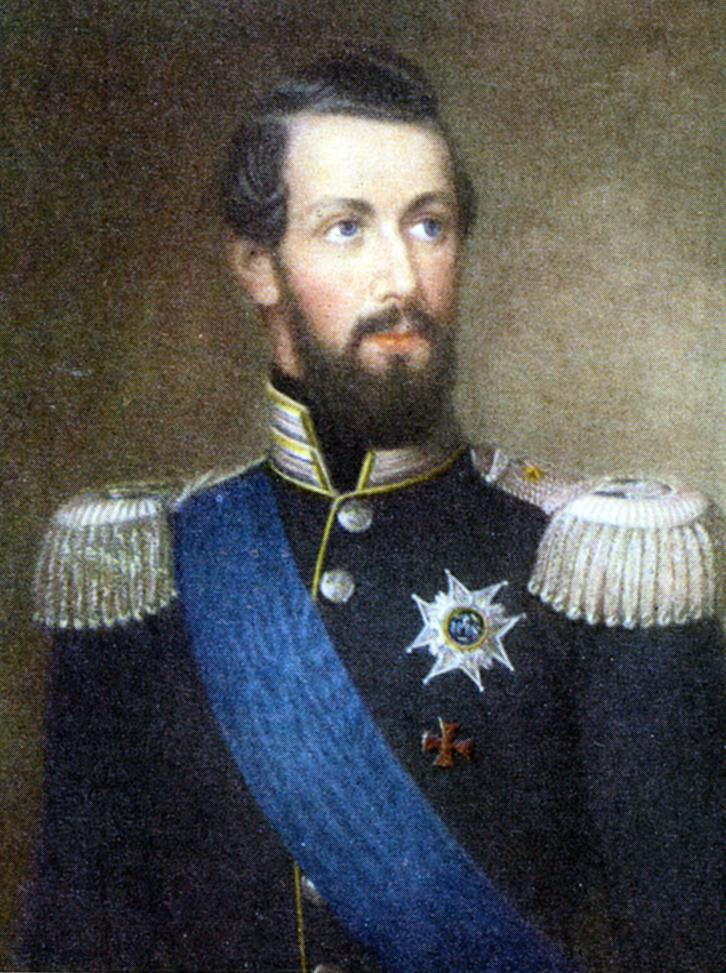
Кронпринц Карл на портреті К. В. Нордгена, близько 1856 року

Влітку 1850 року разом із батьками та сестрою відпливла на фрегаті з Травемюнде до Швеції. 15 червня прибула до нової батьківщини. Вінчання 21-річної Луїзи з 24-річним кронпринцом пройшло у Великій церкві Стокгольму 19 червня. Після весілля кронпринцеса, яку стали називати на місцевий лад Ловісою, разом із тестем вирушили у поїздку Швецією.
Подружнє життя було не надто гармонійним. Із Карлом вони були дуже різними людьми. Всього у них було двоє дітей. 
Внаслідок ускладнень при останніх пологах, Луїза більше не могла мати нащадків та почала страждати від нападів, які можливо були епілепсією. В неї в будь-який момент могло початися запаморочення, нервовий напад та судоми. Вона запропонувала Карлу оформити розлучення, проте той відмовився. Натомість він мав численні романи із фрейліною Жозефіною Спарр, яка полюбляла себе вести як справжня принцеса, через що була дуже непопулярною, письменницею Вільгельміною Шредер, акторками Ханною Стірелл, яка мала від нього доньку, та Елізою Хвассер, якій він порекомендував вийти заміж. При цьому він обожнював доньку від офіційного шлюбу та часто проводив з нею час.
Луїза терпляче ставилася до поведінки чоловіка, хоча важко переживала її. Вона була сором'язливою та релігійною, цікавилася музикою та історією. Брала уроки у композитора Адольфа Фредріка Ліндблада. Її хобі стало розмальовування ілюстрацій до Біблії. Перекладала на шведську духовні твори з англійської та голландської мов.
Камергер двору Фріц фон Дардел у 1857 році змальовував її як люблячу та обдаровану жінку, чесну та добросовісну, гарну домогосподарку, яка майже завжди думала виключно про свого чоловіка та завдяки доброму характеру гарно на нього впливала, ніколи не наважувалася втручатися у його справи і лише намагалася завоювати його кохання.
Карл полюбляв вечірки та маскаради, Луїза також всіляко намагалася його розважити, хоча відверто не любила бути на них присутньою. Через це кронпринцесу вважали нудною та нецікавою.
Була стурбована широко поширеною бідністю в країні. У 1854 році заснувала дитячу лікарню в Кунсгольмені, переважно для малечі з бідних сімей, яка була названа її ім'ям (швед. Kronprinsessan Lovisas vårdanstalt för sjuka barn) та фінансувалася за рахунок благодійності.
У 1856—1857 роках її чоловік був віце-королем Норвегії, і Луїза більше року прожила у замку Хрістіанії.
Протягом наступних двох років Карл фактично виконував функції голови держави під час хвороби батька, а Луїза в цей час замінювала королеву Жозефіну в церемоніальному контексті, виконуючи обов'язки першої леді.

### Королева

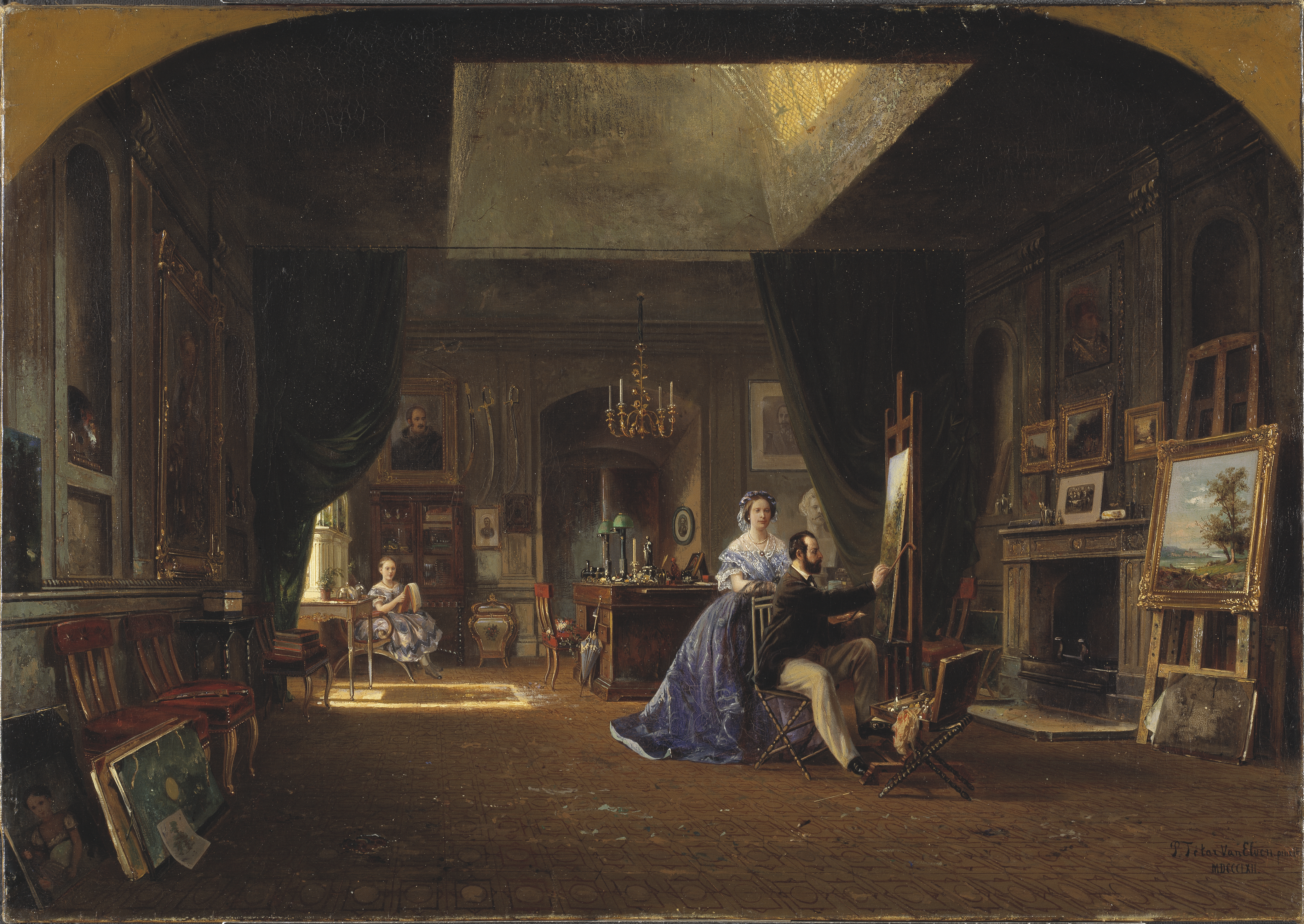
Карл XV та королева Луїза із донькою на картині П. Т. ван Елвена, 1862

Її чоловік став королем 8 липня 1859 року. Луїза була коронована у 1860 році як королева Швеції —3 травня, як королева Норвегії — 5 серпня. Оскільки дві її попередниці були католичками, вона стала першим коронованим консортом Норвегії з часів середньовіччя і через це була добре зустрінута місцевим населенням. Загалом навідувала Норвегію кілька разів.
Рідко втручалася в політичні справи, що схвалювалося в суспільстві і було назване добрим прикладом жіночої поведінки. Однак, була в курсі політичних новин і обговорювала свої погляди у колі друзів. Не схвалювала реформу представництва, проведену у 1866 році, та антигерманську політику чоловіка. Через свою сором'язливість та малу кількість спілкування була непопулярною серед народу.
Прагла спокійного повсякденного життя без політичних турбот, проте багато зробила для благодійності. Серед створених нею чи підтримуваних закладів були Організація Femöre для створення дитячих будинків в Лапландії, Фонд Лоттена Веннберга допомоги нужденним, Асоціація підтримки суспільства Королеви Луїзи, інститут для глухих та сліпих Manillaskolan, Асоціація створення дитячих садків, Асоціація прийомних батьків, приватна школа для глухонімих. До того ж її дитяча лікарня у 1866 році була облаштована хурургічним відділенням. Також королева влаштувала при дворі у 1867 році першу в Швеції жінку-дантиста Розалі Фугелберг, яка стала її особистим дантистом. Втім, Карл вимагав більшого виконання нею представницьких обов'язків, заявивши: «Можуть подумати, що з вами щось не так!». Серед іншого, Луїза відкривала Північну промислову виставку в Стокгольмі у 1866 році.
У 1862—1864 роках вона разом із донькою брала уроки плавання у Ненсі Едберг та Хільди Петріні, чим зробила плавання популярним серед жінок в країні. Також у 1864 році брала у Едберг уроки катання на ковзанах. Проте з часом стала більш неповороткою через відсутність достатньої кількості фізичних вправ.
У 1870 році Луїза відвідала Нідерланди, де була присутньою при смерті матері. На зворотньому шляху захворіла на важку пневмонію.
Зрештою її стан став критичним. В останні години довго розмовляла із чоловіком, донька також перебувала поруч. Померла об 11:20 30 березня 1871 року. Похована у каплиці Бернадотів церкви Ріддаргольмена в Стокгольмі.
Король Карл XV планував взяти другий шлюб із польською графинею Марією Красиньською, проте помер за півтора року після дружини. Похований поруч із нею.

## Родина
Чоловік — Карл XV, король Швеції та Норвегії
Діти:
- Луїза (1851—1926) — дружина короля Данії Фредеріка VIII, мала із ним восьмеро дітей;
- Карл Оскар (1852—1854) — герцог Седермландський, прожив півтора року.